# Яски Мор Сиван

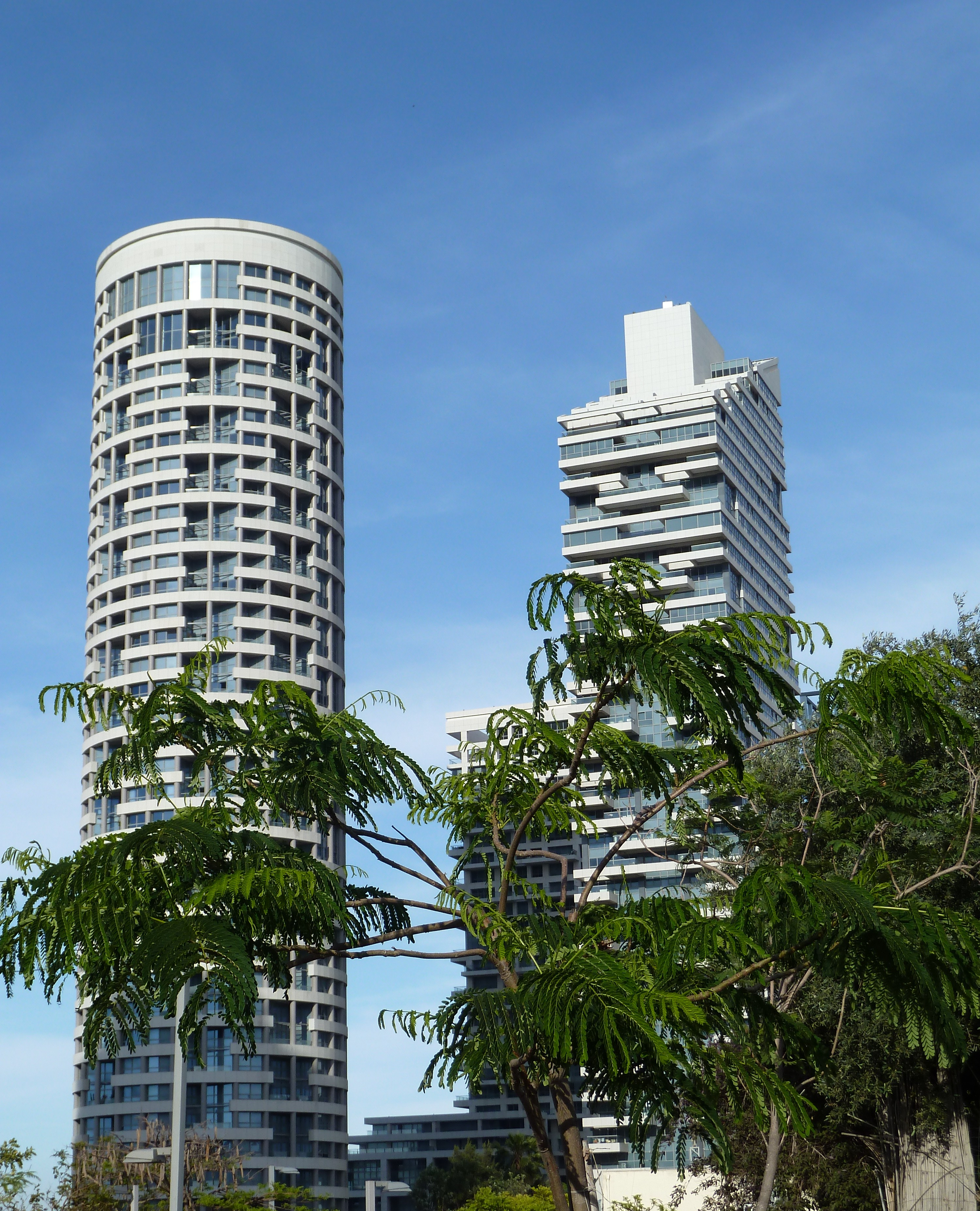
башни YOO, Тель-Авив

Яски Мор Сиван (MYS Architects) — международное израильское архитектурное бюро, которое образовалось в 2006 г. в результате слияния архитектурного бюро «Яски» (основано в 1965 г.) с архитектурным бюро «Мор» (основано в 1950 г.). Старшие партнеры в бюро — Ами Мор (родился 18 октября 1956 г.), Йоси Сиван (родился 21 ноября 1945 г.) и д-р Коби Яски (родился 20 июня 1950 г.). Генеральный директор бюро — Яков Нес-Эль (родился 11 апреля 1962 г.).

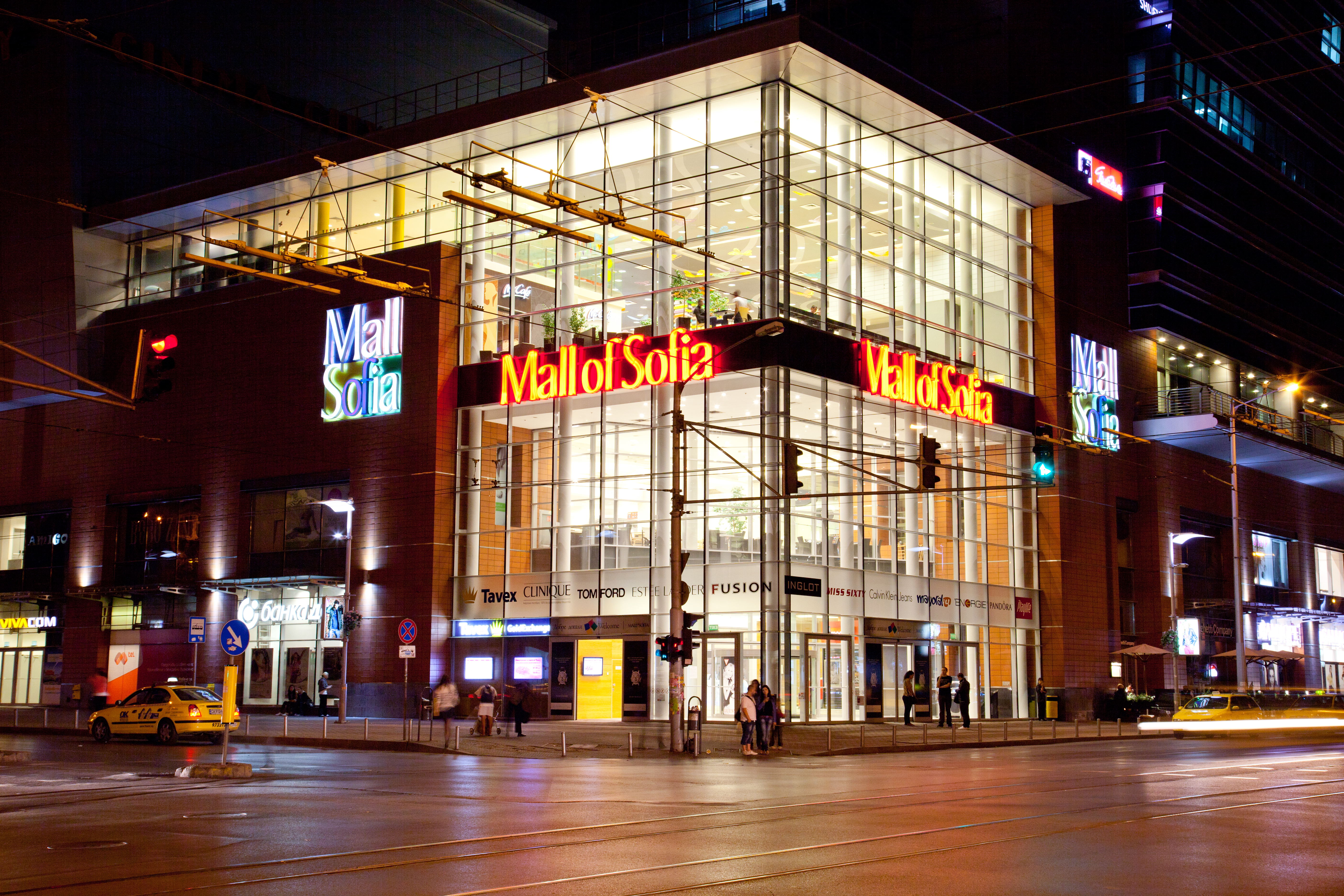
торговый центр в г. София

Бюро занимается выполнением самых разнообразных проектов, среди которых жилые, торговые, общественные и офисные здания, планы градостроительства и здания медицинского назначения. Помимо большого архитектурного опыта, таланта и профессионализма, работники бюро испытывают настоящую страсть к архитектуре, которая является источником идей и движет ими в каждом проекте и позволяет находить решения и определять стратегии при выполнении повседневных задач.
За годы своей работы бюро «Яски Мор Сиван» получало разнообразные призы и участвовало во многих местных и международных архитектурных конкурсах на планировку главных общественных зданий, в том числе получило первый приз в конкурсе Bengbu Industrial Park в Китае (2013 г.) и второй приз в конкурсе на планировку музея природы и науки при муниципалитете Иерусалима (2012 г.), а также получило приз за архитектурный дизайн в категории проектирования офисных зданий штаба ВВС (2009 г.), первый приз в конкурсе «Отличники строительства» (2008 г.) в категории престижных жилых зданий за проект YOO в Тель-Авиве и первый приз в конкурсе «Отличники строительства» (2008 г.) в категории торговых зданий за проект торгового центра в Кирьят-Оно.
В бюро работает 120 архитекторов и младших инженеров. Бюро расположено в г. Бней-Брак, Израиль. Филиал бюро находится в г. Белград, Сербия.

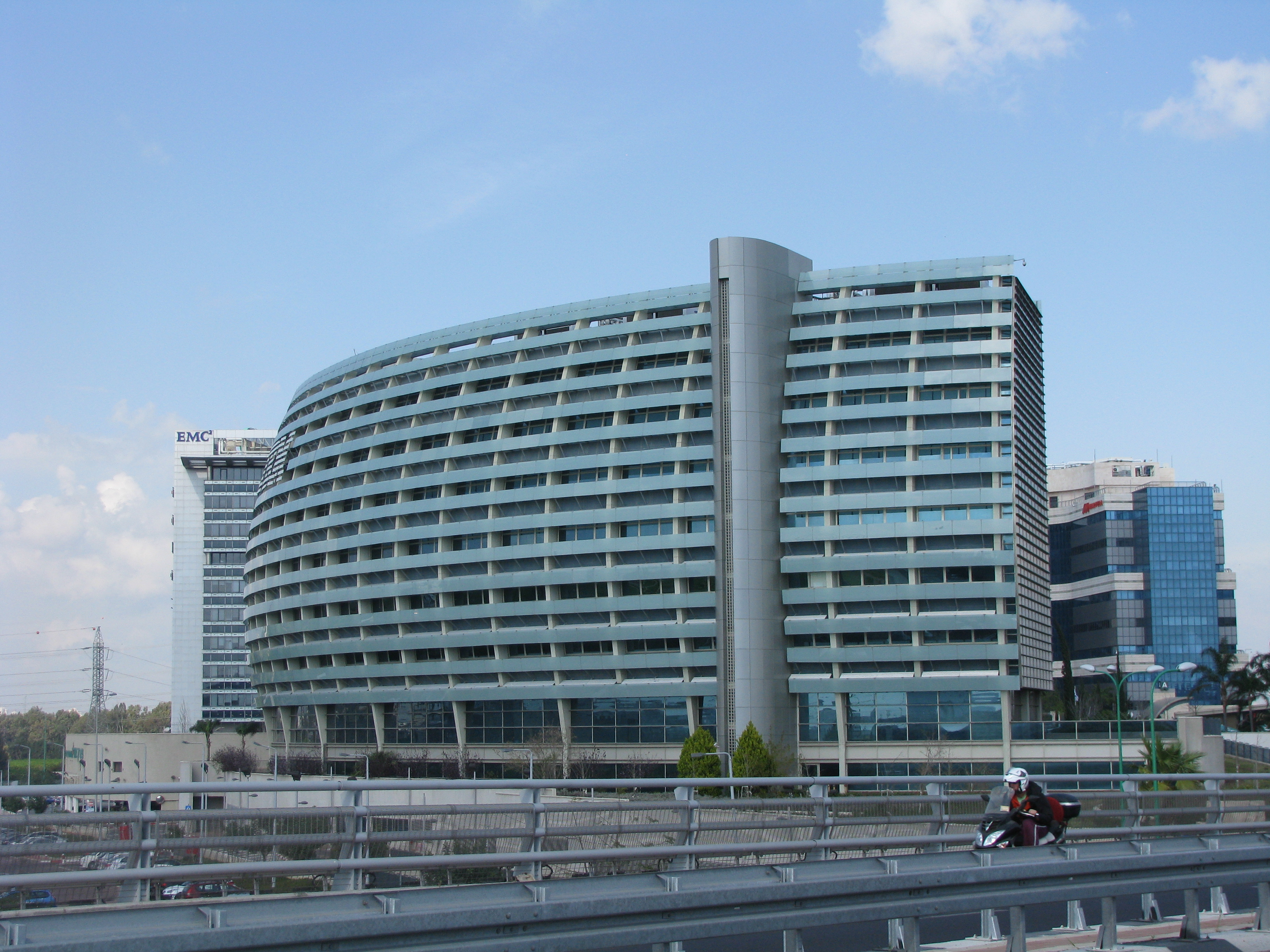
здание компании IBM, Петах-Тиква

Избранные проекты (уже построенные):
- 2012 г. — ул. Фришман 46, Тель-Авив
- 2012 г. — торговый центр «Ир Ямим», Нетания
- 2012 г. — кинотеатр «Ир Ха-Сратим», Ришон Лецион
- 2011 г. — башня «Электра», Тель-Авив
- 2010 г. — торговый центр в г. Варна, Болгария
- 2009 г. — торговый центр в г. Пловдив, Болгария
- 2009 г. — башни YOO, Тель-Авив
- 2008 г. — торговый центр в г. Подгорица, Черногория
- 2008 г. — башня ВВС, Тель-Авив
- 2007 г. — башня «Азриэли», Тель-Авив
- 2006 г. — торговый центр в г. София, Болгария
- 2006 г. — башни «Акиров», Тель-Авив
- 2005 г. — башня Маткаль, Тель-Авив
- 2002 г. — торговый центр «Котрочени», Бухарест, Румыния
- 2002 г. — здание инженерного управления муниципалитета Хайфы, первый приз в конкурсе
- 2001 г. — здание компании IBM, Петах-Тиква
- 1999 г. — башня «Платинум», Тель-Авив
- 1998 г. — здание «Эльров», Тель-Авив
- 1993 г. — башня «Опера», Тель-Авив